# Старе Ліпкі
Старе Ліпкі (пол. Stare Lipki) — село в Польщі, у гміні Сточек Венґровського повіту Мазовецького воєводства.
Населення — 300 осіб (2011).
У 1975-1998 роках село належало до Седлецького воєводства.

## Демографія
Демографічна структура станом на 31 березня 2011 року:
|          | Загалом | Допрацездатний вік | Працездатний вік | Постпрацездатний вік |
| -------- | ------- | ------------------ | ---------------- | -------------------- |
| Чоловіки | 158     | 19                 | 106              | 33                   |
| Жінки    | 142     | 21                 | 66               | 55                   |
| Разом    | 300     | 40                 | 172              | 88                   |